# Barbara Harris (actriz)
Barbara Densmoor Harris (Evanston, Illinois; 25 de julio de 1935-Scottsdale, Arizona; 21 de agosto de 2018) fue una actriz y cantante estadounidense.

## Biografía
Harris se hizo famosa como actriz teatral en Broadway, actuando también en el cine. A lo largo de su carrera fue galardonada con un premio Tony, recibiendo además una nominación al Premio Óscar como mejor actriz de reparto y cuatro nominaciones al premio Globo de Oro.
En 2005, reapareció brevemente interpretando como actriz invitada los papeles de 'The Queen' y 'Spunky Brandburn' en el audio drama de Radio Repertory Company of America, Anne Manx en Amazonia, que salió al aire en Radio XM Satellite.
Falleció debido a un cáncer pulmonar el 21 de agosto de 2018 a los 83 años de edad.

## Obra

### Teatro
| Año  | Título                                                                 | Rol                                                                                                | Notas                                                                            |
| ---- | ---------------------------------------------------------------------- | -------------------------------------------------------------------------------------------------- | -------------------------------------------------------------------------------- |
| 1961 | From the Second City                                                   | | Broadway debut Nominada - Premio Tony a la mejor actriz de reparto en un musical |
| 1962 | Oh Dad, Poor Dad, Mama's Hung You in the Closet and I'm Feelin' So Sad | Rosalie                                                                                            | Repetición de su papel en el filme de 1967                                       |
| 1963 | Mother Courage and Her Children                                        | Yvette Pottier                                                                                     |                                                                                  |
| 1965 | On a Clear Day You Can See Forever                                     | Daisy Gamble                                                                                       | Nominada - Premio Tony a la mejor actriz en un musical                           |
| 1966 | The Apple Tree                                                         | Eve - The Diary of Adam and Eve Passionella - Passionella Princess Barbara - The Lady or the Tiger | Premio Tony a la mejor actriz en un musical                                      |
| 1970 | Mahagonny                                                              | Jenny                                                                                              | Producción fuera de Broadway                                                     |

### Filmografía
| Año  | Título                                                                      | Rol                   | Notas                                                                                       |
| ---- | --------------------------------------------------------------------------- | --------------------- | ------------------------------------------------------------------------------------------- |
| 1965 | A Thousand Clowns                                                           | Dra. Sandra Markowitz | Filme debut Nominada - Globo de Oro a la mejor actriz - Comedia o musical                   |
| 1967 | Oh Dad, Poor Dad, Mama's Hung You in the Closet and I'm Feelin' So Sad      | Rosalie               |                                                                                             |
| 1971 | Plaza Suite                                                                 | Muriel Tate           |                                                                                             |
| 1971 | Who Is Harry Kellerman and Why Is He Saying Those Terrible Things About Me? | Allison Densmore      | Nominada - Óscar a la mejor actriz de reparto                                               |
| 1972 | The War Between Men and Women                                               | Terry Kozlenko        |                                                                                             |
| 1974 | Mixed Company                                                               | Kathy Morrison        |                                                                                             |
| 1975 | The Manchu Eagle Murder Caper Mystery                                       | Miss Helen Fredericks |                                                                                             |
| 1975 | Nashville                                                                   | Albuquerque           | Nominada - Globo de Oro a la mejor actriz de reparto                                        |
| 1976 | Family Plot                                                                 | Blanche Tyler         | Dirigida por Alfred Hitchcock Nominada - Globo de Oro a la mejor actriz - Comedia o musical |
| 1976 | Freaky Friday                                                               | Mrs. Ellen Andrews    | Nominada - Globo de Oro a la mejor actriz - Comedia o musical                               |
| 1978 | Movie Movie                                                                 | Trixie Lane           |                                                                                             |
| 1979 | The North Avenue Irregulars                                                 | Vickie                |                                                                                             |
| 1979 | The Seduction of Joe Tynan                                                  | Ellie Tynan           |                                                                                             |
| 1981 | Second-Hand Hearts                                                          | Dinette Dusty         |                                                                                             |
| 1986 | Peggy Sue Got Married                                                       | Evelyn Kelcher        |                                                                                             |
| 1987 | Nice Girls Don't Explode                                                    | Mom                   |                                                                                             |
| 1988 | Dirty Rotten Scoundrels                                                     | Fanny Eubanks         |                                                                                             |
| 1997 | Grosse Pointe Blank                                                         | Mary Blank            |                                                                                             |

### Televisión
| Año  | Series             | Rol                                   | Nota                                                                         |
| ---- | ------------------ | ------------------------------------- | ---------------------------------------------------------------------------- |
| 1973 | Emergency!         | County Police Sheriff Connie Brackett | Apareció en la Estación 1-7                                                  |
| 1975 | The Rockford Files | Amelia Mitchell                       | Apareció en un episodio: "The Great Blue Lake Land and Development Company " |

## Premios y nominaciones
Premios Óscar
| Año  | Categoría               | Película                   | Resultado |
| ---- | ----------------------- | -------------------------- | --------- |
| 1972 | Mejor Actriz de Reparto | ¿Quién es Harry Kellerman? | Nominada  |